# Siamesenkaninchen

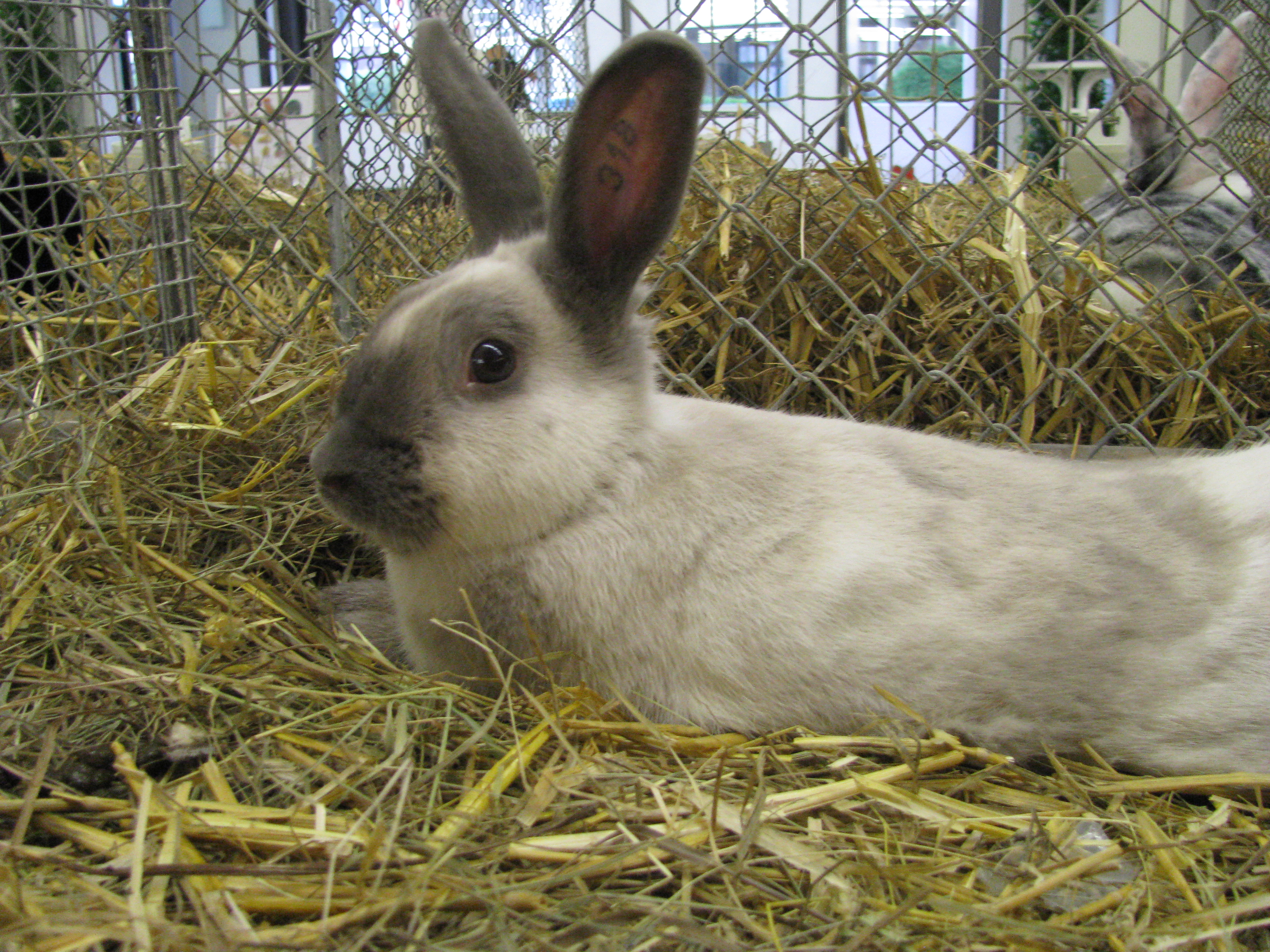
Siamesenkaninchen

Das Siamesenkaninchen ist eine kleine Kaninchenrasse mit einem Gewicht von 2,5 bis 3,25 kg.

## Aussehen
Das Siamesenkaninchen gleicht in der Färbung und Fellzeichnung der bekannten Siamkatze, nach der es auch benannt ist. Unter den Kaninchenrassen ähnelt das Siamesenkaninchen den Marderkaninchen, mit denen es eng verwandt ist. Man findet beim Siamesenkaninchen die gleiche Zeichnung, allerdings ist die Grundfarbe der Siamesen hell, fast cremefarbig. Wie bei den Marderkaninchen zieht sich über den Rücken ein etwa 8 cm breiter, nicht scharf abgegrenzter leicht dunklerer Streifen. Dieser Streifen beginnt etwa dort, wo die auf den Rücken gelegten Ohren des Tieres enden. Auch Läufe und Blume sind dunkel gefärbt, dabei soll die dunkle Farbe der Läufe über das Sprunggelenk reichen. Die Kopfzeichnung umfasst die Maske, die die Schnauze dunkel färbt; die Augen sind dunkel eingefasst. Die Ohren sind ebenfalls dunkel gefärbt, der Ansatz ist gut sichtbar. Unterhalb der Augen befindet sich der Backenpunkt, aus dem immer ein Tasthaar hervorgeht. Durch die Maske, Augeneinfassung und die Ohrenfärbung bildet sich auf der Stirn der Tiere das so genannte Marderkreuz, zwei sich kreuzende helle Streifen, die sich zwischen Augeneinfassung und Ohrenansätzen quer über die Stirn und von der Maske bis in das Genick ziehen.
Siamesenkaninchen werden fleischfarben geboren; die typische Färbung entsteht über eine Zeit von mehreren Wochen bis Monaten. Die Zeichnung entwickelt sich meist ab dem 5. Lebensmonat. Siamesenkaninchen haben ihre Ausfärbung und Zeichnung nur über einen gewissen Zeitraum. In der Regel sind korrekt gezeichnete Siamesen nur über wenige Wochen bis Monate zu erhalten. Die Tiere färben sich dann schnell nach und werden dann immer dunkler.
Genetisch handelt es sich bei den Siamesenkaninchen um gelbe Marderkaninchen; sie zeigen deshalb den gleichen, beim Marderkaninchen beschriebenen, intermediären Erbgang. Siamesenkaninchen sind in den Farbschlägen blau- und gelbsiam anerkannt. Die entsprechenden Erbformeln lauten:
- Gelbsiam: ambCDg/ anbCDg (Deutsche Symbolik) bzw. aBcchi3De/aBch3De (Englische Symbolik)
- Blausiam: ambCdg/ anbCdg (Deutsche Symbolik) bzw. aBcchi3de/aBch3de (Englische Symbolik)

Wie beim Marderkaninchen kann anstelle des Russenfaktors auch der Albinofaktor vorliegen.

## Geschichte der Rasse
Siamesenkaninchen wurden mehrmals gezüchtet.
Bereits Joppich erwähnt, dass ihm aus den von Emil Thomsen übernommenen Beständen der Marderkaninchen wiederholt Tiere mit der Färbung der Siamkatze fielen, die er als Deutsche Siamesen (zur Unterscheidung von den zeitgleich in England aufgetretenen Siames Rabbits) bezeichnete. Allerdings scheint es sich bei der englischen (ebenfalls wieder verschwundenen) Rasse nicht um Siamesen im heutigen Sinne, sondern um sehr helle Marderkaninchen gehandelt zu haben.
Da Thomsen für seine Zuchtversuche auch Thüringer verwendete, trugen die Marderkaninchen offenbar die entsprechende Erbanlage. Joppich berichtete über diese Siamesenkaninchen auch dem Genetiker Hans Nachtsheim, der sich mit den Fellfarben des Kaninchens beschäftigte. Nachtsheim schrieb am 2. Juli 1934 an Joppich (zitiert nach Kapp, 1998):
„Die Mitteilung über Ihre Deutschen Siamesen waren für mich ebenfalls sehr interessant. Ihrer Erbbeschaffenheit nach sind diese Tiere «Madagaskarfarbige Marder». Ich habe sie vor einigen Jahren auch schon gezüchtet, muß allerdings gestehen, daß ich mich nicht recht für diesen Typ begeistern konnte. Aus diesem Grunde habe ich gesagt, daß bei der Kreuzung von Mardern mit Thüringern nichts Rechtes herauskommt. Ein Bild meiner damals gezüchteten Tiere lege ich bei. In meiner 1929 veröffentlichten Arbeit «Die Entstehung der Kaninchenrassen im Lichte ihrer Genetik» finden Sie sogar ein buntes Bild meiner gelben Marder.“
Im Laufe der Zeit verschwanden die von Joppich gezüchteten Siamesenkaninchen wieder.
Erst im Laufe der 1960er und 1970er Jahre erwachte das Interesse an den Siamesenkaninchen von neuem. Es kam offenbar zu einer parallelen Herauszüchtung in der Tschechoslowakei und in der DDR.
1966 entschloss sich der tschechische Kaninchenzüchter Jaroslav Fingerland, Siamesenkaninchen neu herauszuzüchten. Er setzte dafür einen Thüringer-Rammler und zwei braune Marderhäsinnen ein. Unter den in der F2-Generation möglichen 18 verschiedenen Genotypen sollten auch reinerbige und typgerechte Gelbsiamesen sein; Fingerland erreichte die gesuchten Tiere in der F3-Generation und stellte die wiedergezüchteten Siamesenkaninchen 1972 in Brünn vor.
In der DDR wurden Siamesenkaninchen ab 1973 von Joachim Kapp in Triebes gezüchtet. Der Züchter verwendete für seine Versuche Marder-, Russen- und Thüringerkaninchen. Zur Verbesserung der gelben Färbung kreuzte er zusätzlich noch Sachsengold ein. Der blaue Farbenschlag des Siamesenkaninchens konnte auf der 23. Bundesschau in Nürnberg vorgestellt werden.
In der Tschechoslowakei kam es ab 1985 zur Entwicklung eines großen Siamesenkaninchens, entsprechend dem Groß-Marder. Züchter dieser Rasse waren Medek aus Kuřim, Ridky aus Slatiňany und L. Krejcova aus Průhonice. Sie verwendeten für ihre Versuche Kreuzungstiere aus Großmarder × Thüringer sowie Thüringer × Kalifornier. Die Großsiamesen konnten erstmals 1992 in Brünn gezeigt werden; die Anerkennung im tschechischen Standard erfolgte 1993. Ab 1996 erzüchteten Ridky und Vesely den blauen Farbenschlag der Großmarder aus blauen und madagaskarfarbigen (thüringerfarbigen) Kaliforniern, reinerbigen großen Blaumardern und großen Gelbsiamesen. Parallel wurden auch Zuchtversuche mit anderen Rassen (z. B. Blauen Wienern) gemacht; diese führten ebenfalls zum gewünschten Ziel. Der blaue Farbenschlag des Großsiamesen wurde 1998 in Brünn gezeigt.

## Ähnliche Rassen
Der siamesenfarbige (blau und gelb) Farbenschlag ist auch bei Farbenzwergen und Zwergwiddern anerkannt.
Genetisch sehr ähnlich ist das bereits erwähnte Marderkaninchen.
Das ähnlich aussehende Sallander ist eine niederländische Rasse, die von D.J. Kuiper aus der Gegend Salland gezüchtet wurde. Genetisch handelt es sich um eine Kombination des Thüringers mit dem Chinchillafaktor.
Die Abzeichen des Russenkaninchens sind scharf abgegrenzt.